# Terra (musikgrupp)
Terra är ett svenskt rockband som bildades 2014 i Göteborg. År 2015 kom Terras debutsingel "Här kommer natten". 
Redan året därpå, 2016, släppte Terra sitt debutalbum Terrarism och singlarna "Svarta lådan" och den återutgivna "Här kommer natten". Andra skivan "Underbara Saker" följde 2020 och 2023 kom senaste fullängdaren "Livslinjen". 
I augusti 2024 släpptes dubbelsingeln "Sommarlungor//Oåtkomlig" och under 2025 fortsätter bandet att ge ut ny musik.
Sedan 2022 spelar Alma Westerlund tillsammans med bandet på deras livespelningar. Westerlund är även sångare i bandet Beverly Kills.

## Diskografi

### Album
- 2016 – Terrarism
- 2016 – Här kommer natten (Terra)
- 2018 – Jävla EP:n
- 2020 – Underbara saker
- 2023 – Livslinjen (Terra)